# ガリカ街道
ガリカ街道（ラテン語: Via Gallica）は、北イタリアのヴェローナとメディオラヌム（現 ミラノ）の間を結ぶ古代ローマ時代のローマ街道。
ヴェローナを出た街道はガルダ湖の南岸を通過し、アリリカ（現 ペスキエーラ・デル・ガルダ）、ブリクシア（現 ブレシア）、ベルゴムム（現 ベルガモ）を通りメディオラヌム（現 ミラノ）に至る。